# Episodi di Fire Country (prima stagione)
La prima stagione della serie televisiva Fire Country è stata trasmessa in prima visione assoluta negli Stati Uniti d'America da CBS dal 7 ottobre 2022 al 19 maggio 2023.
In Italia, i primi tre episodi sono stati trasmessi in prima visione assoluta su Rai 2 dall'8 al 22 gennaio 2023;  i restanti (episodi 4-22) sono trasmessi in prima visione assoluta su Rai 4 dal 24 luglio al 25 settembre 2023, mentre le repliche dei primi tre episodi sono state trasmesse dal 17 al 24 luglio 2023.
| nº | Titolo originale              | Titolo italiano            | Prima TV USA     | Prima TV Italia   |
| -- | ----------------------------- | -------------------------- | ---------------- | ----------------- |
| 1  | Pilot                         | Redenzione                 | 7 ottobre 2022   | 8 gennaio 2023    |
| 2  | The Fresh Prince of Edgewater | Il principe di Edgewater   | 14 ottobre 2022  | 15 gennaio 2023   |
| 3  | Where There's Smoke...        | Ostaggi                    | 21 ottobre 2022  | 22 gennaio 2023   |
| 4  | Work, Don't Worry             | Lavora senza paura         | 28 ottobre 2022  | 24 luglio 2023    |
| 5  | Get Some, Be Safe             | Brutte notizie             | 4 novembre 2022  | 31 luglio 2023    |
| 6  | Like Old Times                | Come ai vecchi tempi       | 18 novembre 2022 | 31 luglio 2023    |
| 7  | Happy to Help                 | L'accusa                   | 2 dicembre 2022  | 7 agosto 2023     |
| 8  | Bad Guy                       | Presente e passato         | 9 dicembre 2022  | 7 agosto 2023     |
| 9  | No Good Deed                  | L'interrogatorio           | 6 gennaio 2023   | 14 agosto 2023    |
| 10 | Get Your Hopes Up             | L'ultimo giorno di Charlie | 13 gennaio 2023  | 14 agosto 2023    |
| 11 | Mama Bear                     | Mamma orsa                 | 20 gennaio 2023  | 21 agosto 2023    |
| 12 | Two Pink Lines                | Crescere                   | 29 gennaio 2023  | 28 agosto 2023    |
| 13 | You Know Your Dragon Best     | Drago dormiente            | 3 febbraio 2023  | 21 agosto 2023    |
| 14 | A Fair To Remember            | La fiera                   | 10 febbraio 2023 | 28 agosto 2023    |
| 15 | False Promises                | False promesse             | 3 marzo 2023     | 4 settembre 2023  |
| 16 | My Kinda Leader               | Indagini                   | 10 marzo 2023    | 4 settembre 2023  |
| 17 | A Cry for Help                | Segreti                    | 31 marzo 2023    | 11 settembre 2023 |
| 18 | Off the Rails                 | L'incidente                | 7 aprile 2023    | 11 settembre 2023 |
| 19 | Watch Your Step               | Il nuovo arrivato          | 21 aprile 2023   | 18 settembre 2023 |
| 20 | At the End of My Rope         | La miniera                 | 5 maggio 2023    | 18 settembre 2023 |
| 21 | Backfire                      | Collaborare                | 12 maggio 2023   | 25 settembre 2023 |
| 22 | I Know It Feels Impossible    | Incastrato                 | 19 maggio 2023   | 25 settembre 2023 |

## Redenzione
- Titolo originale: Pilot
- Diretto da: James Strong
- Scritto da: Joan Rater, Tony Phelan, Max Thieriot

### Trama
Bode Donovan, un giovane detenuto in cerca di redenzione e di una pena detentiva ridotta, aderisce a un programma antincendio nel nord della California, dove lui e altri detenuti collaborano con vigili del fuoco d'élite per estinguere enormi e imprevedibili incendi in tutta la regione. È un incarico ad alto rischio e ad alta ricompensa. Bode viene assegnato al programma nella sua città natale, dove una volta era un figlio modello fino a quando non sono iniziati i suoi problemi. Cinque anni prima, Bode ha bruciato tutto nella sua vita, lasciando la città con un grande segreto. Ora è tornato, con la fedina penale di un criminale e l'audacia di credere in una possibilità di riscatto nella Cal Fire.
- Guest star: Marcelo Arroyo (Julio), Michelle Choi-Lee (Ana), W. Tre Davis (Freddy), Aleita Northey (Lindsey), Ty Olsson (Cory), Kayla Zander (Aydan).

- Ascolti USA: telespettatori 5.910.000 [4]
- Ascolti Italia: telespettatori 617.000 – share 3,20% [5]

## Il principe di Edgewater
- Titolo originale: The Fresh Prince of Edgewater
- Diretto da: Dermott Downes
- Scritto da: Natalia Fernandez

### Trama
Dopo che Bode chiede di essere trasferito in un'altra città, il suo futuro a Edgewater è in bilico. Nel frattempo, la squadra unisce le forze per proteggere la città da una tempesta pericolosa.
- Guest star: W. Tre Davis (Freddy), Kayla Zander (Aydan), Tom C Pickett (Charlie), June B Wilde (Bridget), Noah Park (Bambino), Maya Kooner (Madison).

- Ascolti USA: telespettatori 5.800.000 [6]
- Ascolti Italia: telespettatori 528.000 – share 2,60% [7]

## Ostaggi
- Titolo originale: Where There's Smoke...
- Diretto da: Eagle Egilsson
- Scritto da: David Gould

### Trama
Quando la squadra risponde a una chiamata in una foresta remota, viene presa di mira da un fuorilegge che protegge le coltivazioni illegali di marijuana.
- Guest star: Jade Pettyjohn (Riley), Nick Gomez (Mojave), Peter Bryant (sceriffo), Tom C Pickett (Charlie), Edward Escobal (Caleb), Connor Anthony (nuova recluta), Cameron Roberts (adolescente), Andre S. Scott (vigile del fuoco).
- Ascolti USA: telespettatori 5.250.000 [8]
- Ascolti Italia: telespettatori 481.000 - share 2,4% [9]

## Lavora senza paura
- Titolo originale: Work, Don't Worry
- Diretto da: Jacquie Gould
- Scritto da: Tanya Kong

### Trama
La squadra si impegna in una missione di ricerca e salvataggio dopo il crollo di un edificio e Sharon è costretta a prendere una decisione straziante.
- Guest star: Jade Pettyjohn (Riley), W. Tre Davis (Freddy), Kayla Zander (Ayden), Fiona Rene (Rebecca), Sharon Taylor (Liv), Christopher Rosamond (comandante O'Donnel), Quinnie Vu (Emma), Brendan Zub (Kai), Fletcher Donovan (Nash), Paul Almeida (tirocinante), Tatenda Hatugari (sopravvissuto).
- Ascolti USA: telespettatori 5.300.000 [10]
- Ascolti Italia: telespettatori 140.000 - share 0,9% [11]

## Brutte notizie
- Titolo originale: Get Some, Be Safe
- Diretto da: Gonzalo Amat
- Scritto da: Barbara Kaye Friend

### Trama
Un incendio di vegetazione si complica per l'equipaggio quando un cavallo in preda al panico si rifiuta di evacuare un fienile in fiamme. Nel frattempo, il fratello di Vince, Luke, il direttore delle comunicazioni di Cal Fire, fa una visita a sorpresa in città.
- Guest star: Jade Pettyjohn (Riley), W. Tre Davis (Freddy), Kayla Zander (Ayden).
- Ascolti USA: telespettatori 5.530.000 [12]
- Ascolti Italia: telespettatori 208.000 – share 1,2% [13]

## Come ai vecchi tempi
- Titolo originale: Like Old Times
- Diretto da: Erica Watson
- Scritto da: Sara Casey, Manuel Herrera

### Trama
Quando una ragazza precipita in un burrone, la squadra di Manny e quella di Vince, guidata eccezionalmente da Jake, dovranno collaborare per organizzare un soccorso.
- Guest star: Jade Pettyjohn (Riley), W. Tre Davis (Freddy), Kayla Zander (Ayden).
- Ascolti USA: telespettatori 5.470.000 [14]
- Ascolti Italia: telespettatori 217.000 – share 1,4% [13]

## L'accusa
- Titolo originale: Happy to Help
- Diretto da: Antonio Negret
- Scritto da: Dwain Worrell

### Trama
La proprietaria di uno stabile in cui aveva lavorato la squadra di Manny accusa i detenuti di aver rubato un suo prezioso orologio. Bode e gli altri rischiano così di dover ritornare in prigione.
- Guest star:
- Ascolti USA: telespettatori 5.450.000 [15]
- Ascolti Italia: telespettatori 234.000 – share 1,5% [16]

## Presente e passato
- Titolo originale: Bad Guy
- Diretto da: Kevin Alejandro
- Scritto da: Tia Napolitano

### Trama
Dopo un incidente, un'auto resta in bilico sull'orlo di un ponte, Vince, Manny e le rispettive squadre devono ideare un piano per tirare fuori i due ragazzi che sono rimasti intrappolati all'interno.
- Guest star:
- Ascolti USA: telespettatori 5.590.000 [17]
- Ascolti Italia: telespettatori 207.000 – share 1,5% [16]

## L'interrogatorio
- Titolo originale: No Good Deed
- Diretto da: Sarah Wayne Callies

- Scritto da: Tia Napolitano, Julia Fontana

### Trama
Dopo che un difficile salvataggio è andato storto e una vita è stata persa, alla Cal Fire viene avviata un'indagine interna.
- Guest star:
- Ascolti USA: telespettatori 6.570.000 [18]
- Ascolti Italia: telespettatori 275.000 – share 2,1% [19]

## L'ultimo giorno di Charlie
- Titolo originale: Get Your Hopes Up
- Diretto da: Laura Nisbet-Peters
- Scritto da: Natalia Fernandez

### Trama
Un furgone si schianta contro la stazione, provocando un'interruzione di corrente e innescando un pericoloso incendio. Sharon e l'ex ragazza di Bode, Cara, devono affrontare diverse emergenze mediche.
- Guest star:
- Ascolti USA: telespettatori 5.950.000 [20]
- Ascolti Italia: telespettatori 261.000 – share 2,2% [19]

## Mamma orsa
- Titolo originale: Mama Bear
- Diretto da: Anton L. Cropper
- Scritto da: David Gould

### Trama
Durante un concerto da Smokey's, organizzato per cercare un donatore per Sharon, Odin, ex detenuto pompiere cacciato dal campo, causa scompiglio. Ritenendo Sharon responsabile per il suo ritorno in prigione, Odin comincia a darle la caccia.
- Guest star: W Tre Davis (Freddy), Sabina Gadecki (Cara), Michael Trucco (Luke), April Amber Talek (Dolly Burnet), Aaron Pearl (Paulie Burnett), Sydney Bell, Aleks Paunovic, Sean Tyson, Barclay Hope (Padre David), Mark Krysco.
- Ascolti USA: telespettatori 6.100.000 [21]
- Ascolti Italia: telespettatori 323.000 – share 2,1% [22]

## Crescere
- Titolo originale: Two Pink Lines
- Diretto da: Dermott Downs
- Scritto da: Joan Rater, Tony Phelan

### Trama
Cookie, la compagna di Freddy, entra in travaglio sulla strada per Edgewater e finisce col partorire nella caserma, grazie all'aiuto di Sharon. Intanto, le due squadre devono affrontare un incendio boschivo, con un anziano che si rifiuta di lasciare casa sua.
- Guest star: W Tre Davis (Freddy), Zach Tinker (Collin), Seth Ranaweera (Luis), Katrina Reynolds (Cookie), Michael O’Neill (Harlan Denbo), Lynn Whyte (Frannie Denbo).
- Ascolti USA: telespettatori 10.080.000 [23]
- Ascolti Italia: telespettatori 244.000 – share 1,4% [24]

## Drago dormiente
- Titolo originale: You Know Your Dragon Best
- Diretto da: Marie Jamora
- Scritto da: Tia Napolitano, Barbara Kaye Friend

### Trama
La comparsa di diversi focolai durante una manifestazione contro la costruzione di alcuni complessi residenziali nella foresta di Edgewater obbliga la squadra di Vince e quella di Manny a collaborare per portare in salvo i civili.
- Guest star: Zach Tinker (Collin), David James Lewis (Neil Wallace), Leslie Murphy (Tatum), Vince Song (Doug), Amira Anderson, Jamal Ali.
- Ascolti USA: telespettatori 6.370.000 [23]
- Ascolti Italia: telespettatori 265.000 spettatori – share 1,9% [22]

## La fiera
- Titolo originale: A Fair to Remeber
- Diretto da: Kantú Lentz
- Scritto da: Sara Casey, Manuel Herrera

### Trama
Bode e gli altri detenuti sono chiamati a lavorare alla fiera cittadina. Quella che sembrava una giornata tranquilla viene improvvisamente movimentata da una giostra impazzita, che mette in pericolo la vita di diverse persone.
- Guest star:
- Ascolti USA: telespettatori 6.490.000 [25]
- Ascolti Italia: telespettatori 220.000 – share 1,4% [24]

## False promesse
- Titolo originale: False Promises
- Diretto da: C. Chi-Yoon Chung
- Scritto da: Natalia Fernandez

### Trama
Eve viene colpita da un albero rimanendo intrappolata, tocca a Bode e Rebecca cercare di liberarla. Intanto, Manny scompare per un giorno e Gabriela teme che sia tornato a giocare d'azzardo.
- Guest star:
- Ascolti USA: telespettatori  6.000.000 [26]
- Ascolti Italia: telespettatori 228.000 – share 1,2% [27]

## Indagini
- Titolo originale: My Kinda Leader
- Diretto da: Eagle Egilsson
- Scritto da: Dwain Worrell

### Trama
Drake County viene colpita da un violento incendio e sia la squadra di Manny che quella di Vince vengono chiamate in soccorso. Intanto, Erika chiede a Sharon di condividere con lei i dossier dei pompieri di Edgewater, sospettando che uno di loro sia il piromane seriale.
- Guest star:
- Ascolti USA: telespettatori 5.590.000 [28]
- Ascolti Italia: telespettatori 220.000 – share 1,3% [27]

## Segreti
- Titolo originale: A Cry for Help
- Diretto da: Gonzalo Amat
- Scritto da: Julia Fontana

### Trama
Le prove sembrano indicare che Jake sia il piromane, ma lui nega tutto. Intanto, durante un incendio in una residenza di caccia, Bode scopre qualcosa di inimmaginabile e Jake è costretto ad affrontare il suo passato.
- Ascolti USA: telespettatori 5.270.000 [29]
- Ascolti Italia: telespettatori 187.000 – share 1,00% [30]

## L'incidente
- Titolo originale: Off the Rails
- Diretto da: Bill Purple
- Scritto da: Tia Napolitano, David Gould

### Trama
Manny conosce un'affascinante donna che gli propone di unirsi alla sua squadra di pompieri privati. Intanto, la Cal Fire deve vedersela con un terribile incidente, nel quale un treno merci si è scontrato con un autobus pieno di ragazzi diretti a un ballo scolastico.
- Ascolti USA: telespettatori 6.090.000 [31]
- Ascolti Italia: telespettatori 193.000 – share 1,10% [30]

## Il nuovo arrivato
- Titolo originale: Watch Your Steps
- Diretto da: Lisa Demaine
- Scritto da: Joelle Garfinkel

### Trama
Sleeper arriva al Three Rock e inizia a creare problemi. Intanto, la squadra deve affrontare un incendio sotterraneo all'interno di una sorta di campo di cura guidato da una sciamana.
- Ascolti USA: 5.810.000 [32]
- Ascolti Italia:

## La miniera
- Titolo originale: At the End of my Rope
- Diretto da: Joy Lane
- Scritto da: Julia Fontana, Barbara Kaye Friend

### Trama
La squadra deve intervenire a seguito di un crollo in una miniera, nella quale sono rimasti intrappolati tre bambini. Intanto, Bode cerca un modo per evitare che Sleeper continui a irretire i suoi compagni del Three Rock.
- Ascolti USA: 5.320.000 [33]
- Ascolti Italia: